# Presto (motor de renderizado)
Presto es el nombre del motor de renderizado usado antes por el navegador Opera, desarrollado por Opera Software. Su lanzamiento oficial, después de varias versiones Beta, fue el 28 de enero de 2003 junto a la versión 7.0 de Opera para Windows. El 13 de febrero de 2013 Opera Software anunció el reemplazo del motor Presto por WebKit en el navegador Opera, tanto en la versión de escritorio como para iOS y Android.

## Características
Presto reemplazó al motor de renderizado Elektra que se usó en las versiones 4 a 6 (inclusive) de Opera. Presto se diferencia principalmente de Elektra por su soporte de DOM (Modelo de Objetos de Documento) 2, soporte para DHTML (HTML dinámico), mejoras en el soporte de CSS 2 (permitiendo modificar la presentación de los elementos de formularios), soporte completo para ECMAScript, soporte mejorado para HTML 4.01 y soporte completo para WML (Wireless Markup Language) 1.3 y 2.0.

## Historia y desarrollo
| Versión    | ECMAScript engine | Código nombre   | Opera       | Opera Mobile       | Otros                  | Nuevas funciones |
| ---------- | ----------------- | --------------- | ----------- | ------------------ | ---------------------- | --- |
| pre Presto | —                 | —               | 3.5         |                    |                        | |
| pre Presto | Linear A          | Elektra/unnamed | 4.0         |                    |                        | |
| 1.0        | Linear B          | —               | 7.0         |                    |                        | Un nuevo y completo motor renderizado, soporte Favicon. |
| 1.0        | Linear B          |                 | 8.5         |                    |                        | Versión "Bolton": 1.ª descarga completamente libre (ad-free toolbar) |
| 2.0        | Linear B          | Merlin          | 9.0         |                    | Internet Channel       | Canvas, Acid2 Test: passed, Rich text editing, XSLT, and XPath |
| 2.1        | Futhark           | Kestrel         | 9.5         | 9.5                | Nintendo DS Browser    | SVG Tiny 1.2, SVG as CSS, SVG as <img>, Audio objetos |
| 2.1.1      | Futhark           | Kestrel         | 9.6         |                    |                        | Scope API, SVG as Favicon |
| 2.2        | Futhark           | Peregrine       |             | 9.7                |                        | |
| 2.2.15     | Futhark           | Peregrine       | 10.0 10.1   | 9.8                |                        | Acid3 test: 100/100, pixel-perfect, Web fonts, CSS Selectors API, RGBA & HSLA opacity, TLS 1.2., FPS en SVG, SVG fuentes en HTML.                                              |
| 2.3        | Futhark           | Peregrine       |             |                    | Opera Devices SDK 10   | CSS3 : border-image, border-radius (rounded corners), box-shadow, transitions; HTML5: elementos <audio> y <video>                                                              |
| 2.4        | Futhark           | Peregrine       |             | 10                 |                        | CSS2.1: visibility:collapse; CSS3: transforms; HTML5: <canvas> shadows, Web Database, Web Storage, window.btoa, y window.atob                                                  |
| 2.5.24     | Carakan           | Evenes          | 10.5        | 10.1               | Opera Mini server      | CSS3: múltiples backgrounds; HTML5: Text <canvas> |
| 2.6.30     | Carakan           | Evenes          | 10.6        |                    |                        | WebM; HTML5: AppCache, Geolocalización, Web Workers |
| 2.7.62     | Carakan           | Kjevik          | 11.0        | 11.0               |                        | Extensiones, WebSocket |
| 2.8.131    | Carakan           | Barracuda       | 11.1        | 11.1               | Opera Mini server 4.27 | WebP, File API, CSS3 gradients (solo para el background y propiedades background-image): -o-linear-gradient(), -o-repeating-linear-gradient(); Soporte por <color-stop> added. |
| 2.9.168    | Carakan           | Swordfish       | 11.5        |                    |                        | Drive de la sección historial, classList (DOMTokenList) |
| 2.9.201    | Carakan           |                 |             | 11.50 para Android |                        | ECMAscript en modo estricto |
| 2.10.229   | Carakan           | Tunny           | 11.6        | 11.6               |                        | HTML5 Parser, suporte total para CSS Gradients, Typed Arrays, CSS unidad "rem"                                                                                                 |
| 2.10.254   | Carakan           | Wahoo           |             | 12.0               |                        | WebGL y Aceleración por hardware |
| 2.10.289   | Carakan           | Wahoo           | 12.0        |                    |                        | WebGL y Aceleración por hardware |
| 2.11.355   | Carakan           | Marlin          |             | 12.1 for Android   |                        | SPDY, CSS3 Flexbox |
| 2.12.388   | Carakan           | Marlin          | 12.10-12.17 |                    |                        | SPDY, CSS3 Flexbox |

## Software que utilizan Presto

### Navegadores web
- Opera, desde la versión 7 hasta la 12.18.
- Nintendo DS Browser para la consola Nintendo DS.
- Navegador web del Sony Mylo.
- Navegador web para la consola Wii de Nintendo.
- Navegador web para el Sistema Operativo de celulares Nokia.